# Miltiadés
Miltiadés Mladší (kolem 550 př. n. l. – asi 489 př. n. l.) byl athénský vojevůdce a politik, jeden z hlavních aktérů řecko-perských válek, vítěz bitvy u Marathónu.

## Životopis

### Vojenské úspěchy
Svou kariéru zahájil někdy v letech 524–516 př. n. l., kdy se stal za podpory Peisitratovců tyranem thráckého Chersonésu a vystřídal tak v této funkci svého strýce Miltiada Staršího. Po potlačení iónského povstání se vrátil do Athén, kde začal organizovat obranu před očekávaným útokem vojsk perského krále Dareia I.
Především díky jeho taktice nakonec Athéňané porazili Peršany roku 490 př. n. l. u Marathónu. V této bitvě nechal Miltiadés hlavní části svého vojska soustředit na křídlech a tím zůstal oslabený střed. Ten jednotky vojevůdce Dátida sice prolomily, ale obě křídla se otočila, Peršany uzavřela a Miltiadés tak bitvu vyhrál. Dodnes se někteří historikové přou o to, zda šlo o náhodu, ale podle dochovaných pramenů se zdá, že spíše nikoliv.
Po svém marathónském vítězství byl Miltiadés povolán do čela námořní flotily, která měla obnovit athénský vliv v Egejském moři. Avšak při obléhání ostrova Paru byl Miltiadův útok odražen a on sám zraněn.

### Smrt
Po návratu do Athén jeho neúspěchu využili Alkméonovci, nařkli ho ze snahy o tyranidu a požadovali dokonce jeho smrt. Nakonec musel zaplatit „pouze“ pokutu, která byla obrovská – 50 talentů, a na následky svého zranění z Paru zemřel ve vězení. Byl pohřben na planinách u městečka Marathónu a teprve jeho syn Kimón očistil jeho památku. Úctu k Miltiadovi projevovala řada současníků, např. Feidiás či Themistoklés.